# Buchema
Buchema é um gênero de gastrópodes pertencente a família Horaiclavidae.

## Espécies
- Buchema bellula (E. A. Smith, 1882)
- Buchema dichroma Kilburn, 1988[3]
- Buchema granulosa (Sowerby I, 1834)[4]
- Buchema hadromeres (Melvill, 1927)[5]
- Buchema interpleura (Dall & Simpson, 1901)
- Buchema interstrigata (Smith E. A., 1882)[6]
- Buchema liella (Corea, 1934)[7]
- Buchema melanacme (E. A. Smith, 1882)
- Buchema nigra Fallon, 2010
- Buchema primula (Melvill, 1923)
- Buchema shearmani Morassi & Bonfitto, 2013[8]
- Buchema tainoa (Corea, 1934)